# Ptilocleptis tomentosa
Ptilocleptis tomentosa là một loài Hymenoptera trong họ Halictidae. Loài này được Michener mô tả khoa học năm 1978.